# Lisa (televisieserie)
Lisa is de vijfde Vlaamse telenovelle van VTM, na Sara, LouisLouise, David en Ella.
In tegenstelling tot zijn voorgangers, die telkens maar één jaargang liepen, startten de uitzendingen van Lisa begin 2021 en werd de slotaflevering geprogrammeerd voor eind 2023. De opnamen startten in juni 2020 en werden afgerond in maart 2023.
Het verhaal speelt zich voornamelijk af in Vilvoorde, waar ook de meeste buitenopnamen plaatsvonden. De studiodecors waren opgebouwd bij TvBastards in Boortmeerbeek.
De serie is gebaseerd op de Duitse telenovelle Anna und die Liebe maar is na verloop van tijd een eigen koers gaan varen met alternatieve personages en verhaallijnen.
De eerste aflevering van Lisa werd uitgezonden in primetime en haalde live 588.289 kijkers. De weken erna behaalde de reeks in haar gewone vooravondtijdslot gemiddeld iets meer dan 400.000 kijkers.

## Verhaal
Het verhaal draait rond het titelpersonage Lisa, een aanvankelijk uiterst verlegen jonge vrouw die droomt van een carrière in de reclamewereld. Haar extraverte halfzus Katja zorgt ervoor dat ze allebei aan de slag kunnen bij marketingbureau 't Brouwhuis, dat later in de reeks wordt omgedoopt tot Massa. Ze worden ook beiden verliefd op Jonas, de jongste van twee zonen die samen met hun ouders de directie vormen van het familiebedrijf. Zowel de zakelijke als relationele successen van Jonas zorgen ervoor dat diens labiele broer Gert zich keer op keer benadeeld voelt, met alle gevolgen van dien.
Naarmate de reeks vordert, komt Lisa langzaam tot bloei, wordt ze een van de drijvende krachten binnen het bedrijf en begint ze na enkele omzwervingen een relatie met Jonas, al is hun geluk maar van korte duur.

## Afleveringen
Onderstaande tabel toont de uitgezonden afleveringen.
| Seizoen | Uitzenddata                        | Uitzendschema                              | Afleveringen- nummers | Aantal afleveringen |
| ------- | ---------------------------------- | ------------------------------------------ | --------------------- | ------------------- |
| 1       | 25 januari 2021 - 1 juli 2021      | Maandag tot en met vrijdag (5 afl./week)   | 1 - 111               | 111                 |
| 2       | 6 september 2021 - 7 januari 2022  | Maandag tot en met vrijdag (5 afl./week)   | 112 - 200             | 89                  |
| 3       | 21 februari 2022 - 9 juni 2022     | Maandag tot en met vrijdag (5 afl./week)   | 201 - 280             | 80                  |
| 4       | 5 september 2022 - 6 januari 2023  | Maandag tot en met vrijdag (5 afl./week)   | 281 - 369             | 89                  |
| 5       | 13 februari 2023 - 1 juni 2023     | Maandag tot en met donderdag (4 afl./week) | 370 - 433             | 64                  |
| 6       | 4 september 2023 - 21 oktober 2023 | Maandag tot en met donderdag (4 afl./week) | 434 - 464             | 31                  |

## Rolbezetting[3]

### Hoofdrollen

#### Hoofdrollen bij het einde
| Acteur                | Personage                                    | Seizoen  | Afleveringen                      | Opmerkingen |
| --------------------- | -------------------------------------------- | -------- | --------------------------------- | --- |
| Tinne Oltmans         | Lisa Calmyn                                  | 1-6      | 1 - 464                           | Dochter van Suzanne en Erik, halfzus van Katja en Arthur. Ex-verloofde van Mikhel, ex-partner van Nathan, ex-partner van Ben. Echtgenote van Jonas. Voormalig werkneemster, voormalig CEO bij 't Brouwhuis/Massa waar ze al diverse functies vervulde. Voormalig werkneemster PlaceMarket. Voormalig leidinggevende eigen bedrijf Octopus met Nathan. Eindsituatie: Lisa zegt nee tegen een trouw met Ben en komt terug bij Jonas. Ze bevalt van een dochter Anna genaamd. |
| Oscar Willems         | Jonas Albrechts                              | 1-4, 5-6 | 1 - 347, 429 - 464                | Zoon van Reinhout en Dorine, halfbroer van Gert en Vic. Bevriend met Mikhel. Ex-partner van Katja. Echtgenoot van Lisa. Was werkzaam bij 't Brouwhuis/Massa waar hij CEO was. Eindsituatie: Hij komt terug bij Lisa en wordt vader van een dochter Anna genaamd. |
| Briek Lesage          | Ludovic 'Vic' Vincke                         | 3-6      | 218 - 464                         | Zoon van Reinhout, halfbroer van Jonas. Ex-partner van Suzanne, ex-partner van Heidi. Partner van Katja. Werkzaam als advocaat, was ook werkzaam bij 't Brouwhuis/Massa waar hij tijdelijk Jonas verving na het overlijden van Dorine, gedurende zijn ongeval en revalidatie en tijdens zijn "dood". Voormalig vertegenwoordiger van Vincke & Co op Massa. Eindsituatie: Hij wordt CEO van Vincke & Co en Massa en is samen met Katja.                                     |
| Anouck Luyten         | Katja Dhaens                                 | 1-4, 5-6 | 1 - 305, 318, 329, 359, 420 - 464 | Dochter van Suzanne, halfzus van Lisa. Ex-partner van Lars, ex-verloofde van Jonas, ex-partner van Gert. Partner van Ludovic. Professioneel actrice. Voormalig Office Manager en voormalig model bij 't Brouwhuis/Massa. Creatief medewerkster bij 't Brouwhuis/Massa. Voormalig zelfstandig coach en ex-uitbaatster van De Keetal. Eindsituatie: Haar film wordt vertoond in de zalen en is samen met Vic                                                                 |
| Arno Moens            | Remco Seyers                                 | 1-4, 6   | 1 - 284, 442 - 464                | Ex-partner van Pilar. Partner van Elke. Voormalig medewerker van 't Brouwhuis/Massa en voormalig zaakvoerder van GeDo, ex-babysit Lotta. Ex-barman en ex-hoofdgerant, in 't Excuus. Eigenaar van 't Excuus. Eindsituatie: Hij is samen met Elke en verwachten een zoon George. |
| Maarten Ketels        | Gijs Goeminne                                | 4-6      | 285 - 464                         | Barman in 't Excuus. Ex-partner van Gert. Eindsituatie: Hij vindt een nieuwe job en wordt peter van George, de zoon van Elke en Remco. |
| Michiel De Meyer      | Ben Veirman                                  | 4-6      | 286 - 464                         | Werkzaam als fysiotherapeut. Bevriend met Jonas en Olivia. Ex-partner van Lisa. Eindsituatie: Wordt afgewezen door Lisa. |
| Hilde De Baerdemaeker | Suzanne Versyp                               | 1-6      | 1 - 464                           | Moeder van Lisa en Katja. Ex-partner van Erik, ex-partner van Ludovic, ex-partner van Reinhout. Ex-zaakvoerder van De Keetal. Voormalig uitbaatster van 't Excuus. Eindsituatie: is bevallen van een tweeling Oscar en Briek. |
| Ben Van Ostade        | Reinhout Vincke                              | 2-6      | 188 - 464                         | Vader van Jonas en Ludovic, ex-minnaar van Dorine. Werkzaam bij Vincke & Co, waar hij CEO is. Voormalig eigenaar Massa. Eindsituatie: Hij gaat met pensioen en wordt vader van een tweeling Oscar en Briek. |
| Emanoel Borges        | Arthur Verduyn                               | 3-6      | 228 - 464                         | Zoon van Erik, halfbroer van Lisa. Bevriend met Lisa, Amal en Mira. Uitbater van De Keetal. Eindsituatie: Hij is nog steeds uitbater van De Keetal. |
| Femke Verschueren     | Elke Gevaert (deed zich voor als Zoë Danton) | 1-6      | 13 - 207, 257 - 464               | Ex-partner van Lars. Partner van Remco. Werkzaam als barvrouw in 't Excuus. Voormalig medewerker, voormalig office manager en voormalig lid van het creatief team van 't Brouwhuis/Massa. Eindsituatie: Ze vormt een koppel met Remco en is zwanger van een zoon George. |
| Naomi Stynen          | Amal Goossens                                | 4-6      | 297 - 464                         | Bevriend met Arthur en Mira. Werkzaam bij 't Brouwhuis/Massa, waar ze tot het creatieve team behoort. Woont in bij Arthur en Suzanne. Eindsituatie: Ze vormt een koppel met Esmee. |
| Britt Hellinx         | Mira Deprez (voorheen Lily-Rose Deprez)      | 4-6      | 311 - 464                         | Bevriend met Arthur en Amal. Woont in bij Arthur en Suzanne. Hielp in De Keetal.. Eindsituatie: Ze is herenigd met Dorian. |

#### Vorige hoofdrollen
| Acteur               | Personage                                           | Seizoen   | Afleveringen                                                  | Opmerkingen |
| -------------------- | --------------------------------------------------- | --------- | ------------------------------------------------------------- | --- |
| Lucas Van den Eynde  | Mark Albrechts                                      | 1         | 1 - 107 (stem 108 – 110)                                      | Vader van Gert en Nathan, ex-partner van Dorine, partner van Renée. Oprichter van 't Brouwhuis/Massa. Einde: tijdens een ruzie met Dorine kreeg hij van Gert een slag op zijn hoofd waarna hij stierf.                                                                                  |
| Issam Dakka          | Mikhel Nackaert                                     | 1-4, 6    | 1 - 110, 182, 195, 211 - 244, 280 - 313, 355 - 363, 448 - 464 | Bevriend met Jonas en Jelle, ex-partner van Lisa. Freelancefotograaf die regelmatig werd ingeschakeld door 't Brouwhuis/Massa. Einde: verhuist om familiale redenen naar Limburg. |
| Elke Van Mello       | Renée Robrechts                                     | 1-2       | 1 - 200                                                       | Moeder van Lotta. Ex-partner van Mark. Was werkzaam als productieleider bij 't Brouwhuis/Massa. Einde: besluit om een nieuwe start te nemen en bij haar ouders in te trekken. |
| Thomas Van Achteren  | Jelle Lomans                                        | 1-3       | 2 - 201                                                       | Bevriend met Mikhel. Ex-partner van Pilar. Professioneel vlogger die ook deeltijds werkzaam was bij 't Brouwhuis/Massa, voormalige keukenhulp en wijnsommelier bij De Keetal. Einde: gaat samen met Pilar naar Spanje.                                                                  |
| Wietse Tanghe        | Nathan De Geest                                     | 2-3, 4, 5 | 125 - 234, 359 - 363, 429                                     | Zoon van Mark en Bea, halfbroer van Gert. Ex-partner van Lisa. Was leidinggevende eigen bedrijf Octopus met Lisa. Was werkzaam bij 't Brouwhuis/Massa waar hij CEO was. Einde: gaat uitwaaien in Rome met Mia                                                                           |
| Hilde Heijnen        | Dorine Albrechts                                    | 1-3       | 1 - 228                                                       | Moeder van Jonas en Gert. Weduwe van Mark. Oprichter van 't Brouwhuis/Massa. Einde: overleden na val |
| Thomas Van Caeneghem | Lars Verdonck                                       | 1-4       | 1 - 284                                                       | Zoon van Greet, vader van Lotta. Ex-partner van Katja, Elke en Olivia. Voormalige barman in t Excuus. Was werkzaam bij 't Brouwhuis/Massa waar hij IT'er was. Einde: overleden na ongeval op het racecircuit                                                                            |
| Jean Janssens        | Pilar                                               | 1-4       | 1 - 284                                                       | Partner van Remco, Ex-partner van Jelle. Ex-dienster in De Keetal. Medevennoot van De Keetal. Einde: verhuist naar Spanje |
| Marijke Hofkens      | Greet Verdonck                                      | 1-4, 5, 6 | 1 - 243, 280 - 291, 362 - 363, 429, 464                       | Moeder van Lars, grootmoeder van Lotta. Partner van Erik. Voormalig Office Manager bij 't Brouwhuis/Massa. Einde: begint nieuw leven met Erik |
| Bert Cosemans        | Erik Calmyn                                         | 1-4, 5, 6 | 69 - 109, 180 - 285, 336 - 337, 352 - 363, 429, 459 - 464     | Vader van Lisa en Arthur. Ex-partner van Suzanne. Partner van Greet. Was werkzaam als souschef bij De Keetal. Einde: begint nieuw leven met Greet |
| Anushka Melkonian    | Olivia Beeckaert                                    | 3-5       | 202 - 377, 429                                                | Ex-partner van Jonas en Lars. Was werkzaam bij 't Brouwhuis/Massa in de Foundation en voormalig actief in het creatief team, waar ze tijdelijk ook productieleidster was. Einde: vertrekt terug naar Amerika                                                                            |
| Christine Verheyden  | Heidi De Wolf (deed zich voor als Heidi Verhaeghen) | 5         | 376 - 421                                                     | Was werkzaam als privédetective en bij 't Brouwhuis/Massa als onthaalmedewerkster. Einde: doodgeschoten door Gert nadat ze ontdekte dat hij Jonas heeft vermoord |
| Bert Verbeke         | Gert Albrechts                                      | 1-6       | 1 - 434                                                       | Zoon van Mark en Dorine, halfbroer van Jonas en Nathan. Ex-partner van Katja, ex-partner van Gijs. Vorig CEO, voormalig werknemer en ex-aandeelhouder bij 't Brouwhuis/Massa waar hij tot de directie behoorde. Einde: doodgeschoten door Suzanne nadat hij Katja bedreigde met een mes |

### Gastrollen
| Acteur                  | Personage                      | Rol                                                                                  | Seizoen     | Aantal afl. | Extra info                                                                                  |
| ----------------------- | ------------------------------ | ------------------------------------------------------------------------------------ | ----------- | ----------- | ------------------------------------------------------------------------------------------- |
| Chadia Cambie           | Eline                          | CEO Danton Benelux                                                                   | 1           | 3           |                                                                                             |
| Korneel Blomme          | Sidney                         | Barman 't Excuus                                                                     | 1-2, 4-5, 6 | 20          | Komt af en toe helpen in het café.                                                          |
| Mikael Sladden          | Pierre Bruneau                 | Lisa's coach van Massa, vriend van Gert                                              | 1, 5        | 8           |                                                                                             |
| Pieter Bamps            | Kapitein                       | Eigenaar van een boot                                                                | 1           | 2           |                                                                                             |
| Céline Timmerman        | Francine                       | Fotomodel Mist campagne                                                              | 1           | 2           |                                                                                             |
| Christof Chapsis        | Kurt                           | Fotomodel Mist campagne                                                              | 1           | 2           |                                                                                             |
| Govert Deploige         | John Bracke                    | Ex-lief van Suzanne                                                                  | 1           | 22          | Einde: opgepakt door de politie                                                             |
| Jasmine Jaspers         | Zoë Danton                     | Dochter van Mary en Herbert Danton                                                   | 1           | 4           | Einde: terug naar Amerika vertrokken                                                        |
| Marijke Umans           | Nina Vandecasteele             | Eigenares cateringbedrijf                                                            | 1           | 2           |                                                                                             |
| Wim Danckaert           | Herbert Danton                 | Vader van Zoë en de belangrijkste klant van Massa                                    | 1           | 4           |                                                                                             |
| Trine Thielen           | Christel Beeckaert             | CEO Chulo                                                                            | 1           | 3           |                                                                                             |
| Katrien Vandendries     | Inspecteur De Vos              | Politieagente                                                                        | 1           | 4           |                                                                                             |
| Hilde Gijsbrechts       | Sofie                          | Medewerkster marktonderzoeksbureau                                                   | 1           | 2           |                                                                                             |
| Maksim Stojanac         | Milan                          | Ex-vriend van Elke                                                                   | 1           | 12          | Einde: opgepakt door de politie                                                             |
| Adrian Sack             | Bong                           | Vertegenwoordiger horlogemerk                                                        | 1           | 4           |                                                                                             |
| Vildan Maksuti          | Petrov                         | Gokker                                                                               | 1           | 4           |                                                                                             |
| Glenn Tordeurs          | Rune                           | Ex-stagiair fotograaf Massa                                                          | 1           | 2           | Einde: ontslag genomen                                                                      |
| Pieter-Jan De Wyngaert  | Elias                          | Was werknemer GeDo                                                                   | 1           | 5           | Ex-detective                                                                                |
| Anne Vanoppen           | Free                           | Was werkneemster Massa, ex-vervangster van Greet, vervangster Renée                  | 1-3         | 16          | Einde: ontslagen door Babette                                                               |
| Frank Dierens           | Patrick Calmyn                 | Nonkel van Lisa, ex-schoonbroer van Suzanne, lief van Suzanne. Medevennoot De Keetal | 1-2         | 84          | Einde: gaat zichzelf aangeven bij de politie                                                |
| Yann Van den Branden    | Journalist                     |                                                                                      | 1           | 2           |                                                                                             |
| Herbert Flack           | Maenhout                       | CEO modebedrijf Tasha                                                                | 1           | 6           |                                                                                             |
| Kyra Verreydt           | Amber                          | Influencer                                                                           | 1           | 1           |                                                                                             |
| Pommelien Thijs         | Babette Vincke                 | Date van Gert, dochter van Reinhout en Marleen, zus van Vic, halfzus van Jonas       | 1-3         | 33          | Wordt medevennoot van Massa nadat Gert zijn aandelen verkocht. Einde: ontslagen door Dorine |
| George Arrendell        | Andres                         | Vader van Pilar, man van Chuz                                                        | 1           | 9           |                                                                                             |
| Muriel Bats             | Chuz                           | Moeder van Pilar, vrouw van Andres                                                   | 1           | 6           |                                                                                             |
| Dries Vanhegen          | Bram D'hooge                   | Manager van Sean Dhondt                                                              | 1           | 4           |                                                                                             |
| Gert Winckelmans        | Ed Vanhoute                    | Producent, regisseur                                                                 | 1, 3-4      | 13          |                                                                                             |
| Sean Dhondt             | Sean Dhondt                    |                                                                                      | 1           | 7           | Een versie van zichzelf                                                                     |
| Hein Blondeel           | Guy De Meester                 | Stuntman, ingehuurd door Gert                                                        | 1           | 5           |                                                                                             |
| Alain Van Goethem       | Josh Verkest                   | Ex-collega van Andres en Jelle                                                       | 1           | 3           |                                                                                             |
| Hans Bonte              | Zichzelf                       | Burgemeester Vilvoorde                                                               | 1           | 1           |                                                                                             |
| Bieke Ilegems           | Frederika                      | Voorzitster Hotspot wedstrijd                                                        | 1           | 2           |                                                                                             |
| Darya Gantura           | Julie                          | Ex van Mikhel                                                                        | 1           | 2           |                                                                                             |
| Saskia Debaere          | Petra Van Camp                 | Vertegenwoordigster Krëfel Keukens                                                   | 1           | 2           |                                                                                             |
| Goele Derick            | Frieda De Koninck              | Recensente                                                                           | 2           | 5           |                                                                                             |
| Arber Aliaj             | Lucas Haentjes                 | Dokter, vertegenwoordiger Blackfield Pharma                                          | 2           | 9           |                                                                                             |
| Fleur Brusselmans       | Vivianne                       | Journaliste                                                                          | 2           | 3           |                                                                                             |
| Guido De Craene         | Professor Bloch                |                                                                                      | 2           | 2           |                                                                                             |
| Francisco Schuster      | Darren                         | Danser                                                                               | 2           | 3           |                                                                                             |
| Ron De Rauw             | Serge Sanders                  | Sommelier                                                                            | 2           | 5           |                                                                                             |
| Aminata Demba           | Marianne Müller                | Proefpersoon van Blackfield Pharma die haar baby verloor na het drinken van Babyprom | 2           | 2           |                                                                                             |
| Moora Vander Veken      | Sino                           | Medewerkster Massa, ex-vriendin van Remco                                            | 2           | 21          | Einde: ontslag genomen na voorval met Gert                                                  |
| Ellen Verest            | Vanessa Marckx                 | Auditeur                                                                             | 2           | 13          | Einde: vertrokken na liefdesverklaring aan Lisa                                             |
| Jeroen Serruys          | Guido Bellemans                | Eigenaar van eenmanszaak 'De Reclamisten'                                            | 2           | 1           |                                                                                             |
| Michael Vergauwen       | Igor                           |                                                                                      | 2           | 10          |                                                                                             |
| Kristof Verhassel       | Tibo                           | CEO PlaceMarket                                                                      | 2           | 6           |                                                                                             |
| Kobe Van Herwegen       | Kamiel                         | Verhuurder appartement in Antwerpen                                                  | 2           | 3           |                                                                                             |
| Bert Vannieuwenhuyse    | Petit                          | Recensent                                                                            | 2           | 2           |                                                                                             |
| Lander Depoortere       | Tobias                         | Oude vriend van Nathan                                                               | 2           | 4           | Enkel te zien in flashbacks van Nathan                                                      |
| Johan Knuts             | Gabriël Hollander              | Vertegenwoordiger Noble                                                              | 2           | 4           |                                                                                             |
| Antony Arandia          | Bruno                          | Eigenaar Club Gigi                                                                   | 2           | 2           |                                                                                             |
| Karl Ferlin             | Hanssen                        | Vertegenwoordiger Alerto Levensverzekeringen                                         | 2           | 2           |                                                                                             |
| Gregory Van Damme       | Ewout Vandoorn                 | Regisseur                                                                            | 2           | 2           |                                                                                             |
| Arne Baeck              | Dimitri Basteyns               | Schermer, grootste concurrent van Nathan                                             | 2           | 4           | Verloren met duel schermen tegen Nathan                                                     |
| Clyde Willems           | Bahir Abdi                     | Vertegenwoordiger Goodfood                                                           | 2           | 5           |                                                                                             |
| Victor Peeters          | Etienne Gevaert                | Vader Elke                                                                           | 2           | 3           |                                                                                             |
| Annick Christiaens      | Brigitte                       | Vriendin vader Elke                                                                  | 2           | 3           |                                                                                             |
| Hendrik Lebon           | Commissaris                    | Politiecommissaris die het onderzoek naar Gert leidt                                 | 2-3         | 4           |                                                                                             |
| Xavier Baeyens          | Jonathan Huyse                 | Oprichter dating app BiBie                                                           | 2-3         | 5           |                                                                                             |
| Hannelore Stevens       | Bianca Geeraerts               | Klaagt Massa aan met een schadeclaim                                                 | 2-3         | 2           | Verliest rechtszaak dankzij Ludovic Vincke                                                  |
| Jasmijn Van Hoof        | Mia                            | Model Flirt campagne                                                                 | 2-3         | 15          | Einde: verhuist met Nathan naar Gent                                                        |
| Yves Van den Bogaert    | Hannes Jans                    | Journalist                                                                           | 2           | 1           |                                                                                             |
| Mathieu Michiels        | Chauffeur                      | Rijdt per ongeluk Lisa aan                                                           | 2           | 2           |                                                                                             |
| Sergej Lopouchanski     | Gio                            | Oude vriend van Lars                                                                 | 3           | 7           | Huisgenoot met Lars in oude appartement Jonas. Einde: verhuist terug na ruzie met Lars      |
| Britt Das               | Celine Van Noten               | Nieuwe barvrouw 't Excuus                                                            | 3           | 15          | Einde: neemt ontslag na misverstand                                                         |
| Bart De Bondt           | Meester de Bie                 | Advocaat van Bianca                                                                  | 3           | 2           |                                                                                             |
| Bram Verrecas           | Inspecteur C. Jabon            | Politieagent                                                                         | 3-4         | 6           |                                                                                             |
| Jeroen Van Dyck         | Matteo Dusauchoit              | Loopbaanbegeleider van Katja                                                         | 3           | 4           |                                                                                             |
| Twiggy Bossuyt          | Tess Leenaerts                 | Producent van Drift                                                                  | 3           | 2           |                                                                                             |
| Elias Bosmans           | Mike Mathijs                   | Klant van Katja met huwelijkscrisis                                                  | 3           | 3           |                                                                                             |
| Marie Van Puyvelde      | Faidra Demey                   | Klant van Katja die campagne van Massa in de war brengt                              | 3           | 1           |                                                                                             |
| Norman Baert            | Arno 'Vaddertje' De Vadder     | Portier 't Excuus                                                                    | 3           | 3           | Einde: opgepakt nadat hij drugs dealde aan klanten                                          |
| Wouter Vermeiren        | Wout Laeremans                 | Vertegenwoordiger Nieuwsweek                                                         | 3           | 2           |                                                                                             |
| Anne Somers             | Patricia Baeten                | Vertegenwoordiger Dereporter.be                                                      | 3           | 1           |                                                                                             |
| Filip Vekemans          | Maarten                        |                                                                                      | 3           | 1           |                                                                                             |
| Maïmouna Badjie         | Marthe Demasure                | Doet stage bij Massa, blijkt onderzoeksjournalist te zijn                            | 3           | 9           | Einde: schrijft vernietigend artikel over Massa en de familie Albrechts                     |
| Raouf Hadj Mohamed      | Bruno                          | Eigenaar 't Excuus                                                                   | 3, 5        | 16          | Einde: verkoopt 't Excuus                                                                   |
| Jonathan Michiels       | Raf                            | Slaat Arthur in elkaar om zijn geaardheid                                            | 3-4         | 25          | Moet taakstraf uitvoeren in De Keetal                                                       |
| Ismaïl L'Hamiti         | Hamza                          | Vriend van Raf                                                                       | 3-4         | 28          | Moet taakstraf uitvoeren in De Keetal                                                       |
| Annelies Boel           | Jessica                        | Levenscoach                                                                          | 3           | 2           |                                                                                             |
| Verona Verbakel         | Megan                          | Actrice voor Drift-campagne                                                          | 3           | 2           |                                                                                             |
| Hugo Sigal              | Cerenomiemeester               | Verzorgt de trouw van Jonas en Lisa                                                  | 3           | 1           |                                                                                             |
| Griet Debacker          | Marleen Vincke                 | Vrouw van Reinhout, moeder van Vic en Babette die leed aan jongdementie              | 4-5         | 5           | Einde: Reinhout krijgt te horen dat ze zachtjes is ingeslapen in de home.                   |
| Steph Goossens          | Walter Claryssen               | Fysiotherapeut wanneer Jonas thuis wilt revalideren                                  | 4           | 2           | Einde: Jonas kan totaal niet overweg met hem en laat hem vervangen door Ben                 |
| Danny Bouman            | Kurt Vanblisen                 | CEO van Aiways                                                                       | 4           | 6           |                                                                                             |
| Dorian Liveyns          | Gerben Michiels                | Ex-vriend van Gijs                                                                   | 4           | 8           |                                                                                             |
| Kristine Van Pellicom   | Ines                           | Moeder van Mira                                                                      | 4           | 6           | Einde: vertrekt naar Abu Dhabi                                                              |
| Evi Hanssen             | Sofie Notelaers                | Vriendin van Suzanne                                                                 | 4, 5-6      | 64          | Woont bij Suzanne in vanaf seizoen 5 samen met Amal, Mira en Arthur.                        |
| Aaron Van Goethem       | Wannes                         | Vriend van Arthur                                                                    | 4-5         | 34          | Einde: Arthur maakt het uit                                                                 |
| Johan Terryn            | Guido Schepers                 | CEO van Schepers en zonen                                                            | 4           | 4           |                                                                                             |
| Senne Paulussen         | Liam                           | Zoon van Sofie                                                                       | 4           | 6           |                                                                                             |
| Eva Kamanda             | Inspecteur Valerie Calluwaerts | Politieagente                                                                        | 4, 5-6      | 22          | Onderzocht de verdwijning van Jonas en Heidi en de moord op Gert.                           |
| Jamal Ennasse           | Issam Aouidi                   | Vertegenwoordiger Veritas                                                            | 4           | 1           |                                                                                             |
| Maarten Mertens         | Davy De Maene                  | Talentscout voor stand-upcomedy                                                      | 4-5         | 22          | Einde: werd bedreigd door Gert en mocht niks meer laten horen.                              |
| Dries Desutter          | Roel Lenssens                  | Improvisatieacteur en oude kennis van Elke                                           | 4           | 2           |                                                                                             |
| Amy Homberg             | Robin                          | Wordt geïnterviewd door Mira & Amal voor hun podcast                                 | 5           | 1           |                                                                                             |
| Eddy Vereycken          | Tim Backaert                   | CEO van Backaert Galerij en oude klant van Massa die wegging na de dood van Mark     | 5           | 3           |                                                                                             |
| Elias Van Dingenen      | Tony                           | Stand-upcomedian                                                                     | 5           | 2           |                                                                                             |
| Malik Mohammed          | Zichzelf                       | Choreograaf tijdens de dansworkshop                                                  | 5           | 2           |                                                                                             |
| Griet De Sutter         | Linda Goeminne                 | Zus van Gijs en moeder van Dorian                                                    | 5           | 4           |                                                                                             |
| Yannick De Coster       | Bart                           |                                                                                      | 5           | 1           |                                                                                             |
| Gianni Slootmaekers     | Dorian Degryse                 | Neef van Gijs en zoon van Linda, lief van Mira                                       | 5, 6        | 38          | Einde: vertrekt naar Amerika om te studeren bij Harvard                                     |
| Michel Vandenbosch      | Zichzelf                       | Voorzitter GAIA                                                                      | 5           | 3           |                                                                                             |
| Anne Denolf             | Dokter Corens                  | Dokter en gynaecologe                                                                | 5, 6        | 6           |                                                                                             |
| Pieter Verelst          | Maarten Cloet                  |                                                                                      | 5           | 1           |                                                                                             |
| Tristan Versteven       | Dirk Goossens                  | Vader van Amal en ambtenaar                                                          | 5           | 6           |                                                                                             |
| Rudy Meuws              | Carl Hinkens                   | Ambtenaar van het stadhuis                                                           | 5           | 1           |                                                                                             |
| Elise Bundervoet        | Judith Goemaere                |                                                                                      | 5           | 3           |                                                                                             |
| Dagmar Dierick          | Esmee                          | Oude vriendin van Mira, lief van Amal                                                | 6           | 19          |                                                                                             |
| Karel Konings           | Timo                           | Model                                                                                | 6           | 4           |                                                                                             |
| Carmen Rafaelle Lauwers | Vanessa Willems                | Vertegenwoordiger Guerlain                                                           | 6           | 2           |                                                                                             |
| Ludo Hoogmartens        | Alex Veirman                   | Vader van Ben                                                                        | 6           | 1           |                                                                                             |

## Vaste locaties
- Woongedeelte bij de Keetal waar Suzanne, Sofie, Amal, Arthur en Mira wonen (voorheen bewoond door Nathan, Lisa, Katja, Erik en Patrick)
- De Keetal (jeugdhuis), uitgebaat door Arthur waar Amal en Mira geregeld helpen (voorheen uitgebaat door Suzanne als restaurant met aandeelhouders Erik, Pilar en Patrick waar Jelle als sommelier werkte)
- Café 't Excuus, uitgebaat door Suzanne en eigendom van Remco, waar Elke en Gijs werken (voorheen eigendom van Bruno, uitgebaat door Lars waar Remco en Sidney werkten)
- Massa/'t Brouwhuis waar Lisa eigenaar is en Vincke & Co aandeelhouder is (voormalige eigenaars en aandeelhouders: Mark, Dorine, Gert, Babette en Jonas)
- Penthouse waar Lisa en Ben wonen en waar Katja logeert (voorheen bewoond door Jonas, Dorine, Gert, Mark en Olivia)
- Appartement waar Vic woont (voorheen bewoond door Mark, Renée, Lars, Remco, Elke, Jonas en Mikhel)
- Appartement waar Jonas en Remco wonen (voorheen bewoond door Katja, Gert, Mikhel, Lars, Gio en Lisa)
- Binnenplein